# 托尼·朱特
托尼·罗伯特·朱特（英語：Tony Robert Judt，又譯為東尼·賈德，1948年1月2日—2010年8月6日），英国历史学家、作家、大学教授、社会民主主义者。他以其对欧洲历史的贡献而闻名，是纽约大学研究欧洲历史的埃里希·玛利亚·雷马克教授和纽约大学埃里希·马里亚·雷马克研究所主任。他还经常为《纽约书评》写文章，成为了一名公共知识分子。1996年当选美国文理科学院院士，2007年则当选英国社会科学院院士。

## 生平
托尼·朱特1948年出生于英国伦敦的一个东欧犹太移民家庭。朱特的祖父是沙俄时期社会主义政党崩得的支持者，父亲则是个对斯大林主义持有异议的马克思主义者，对托洛茨基充满同情。
在他小时候，父母就把家搬到很少犹太人居住的普特尼区。朱特从小接受传统的英式教育。朱特在父亲影响下很早就阅读马克思主义的著作，以及乔治·奥威尔和阿瑟·库斯勒等左翼作家的作品。在中学时，朱特是一名社会主义-犹太复国主义者。他曾多次前往以色列，在吉布茨做一名采摘工人。后来因为在以色列的沮丧，而使其成为一个尖锐的批评者。
1968年六八风暴期间，他在剑桥大学国王学院学习，参与了在剑桥的反越战大游行。在巴黎高等师范学院期间，他结识了法国共产主义史学家安妮·克里格尔，并在史学理论上受到她很大的影响。
朱特先后任教于剑桥大学、加州大学戴维斯分校、伯克利分校和牛津大学等处。1987年执教于纽约大学，并在这里创建了雷马克研究所。
2008年他被诊断出肌肉萎缩性侧索硬化症，2009年颈部以下瘫痪，2010年在纽约曼哈顿的家中去世。

## 学术贡献
朱特作为一名历史学家，他在史学方面并未有系统的训练，基本是通过大量的阅读自学成才。他研究历史更多是出于政治上的关切。
朱特早期研究领域是法国史。他的博士论文研究的是法国1920年代的社会党，之后的著作则是对19世纪晚期普罗旺斯的社会主义的区域研究。
1980年代初期，朱特通过流亡美国的波兰历史学家扬·格罗斯，结识了不少东欧的知识分子，受此影响，东欧成为他新的研究领域。并在十多年后完成了代表他最高学术成就的《战后欧洲史》。
1990年代，朱特开始为《纽约书评》和《新共和》撰写大量评论文章，话题涉及政治哲学、社会理论和美国外交政策等问题。他对伊拉克战争和以色列的批评也引发了不少争议。

## 书目
《普罗旺斯的社会主义：从1871到1914》（1979）Socialism in Provence 1871–1914: A Study in the Origins of the Modern French Left. Cambridge University Press.
《马克思主义与法国左派》（1990）Marxism and the French Left: Studies on Labour and Politics in France 1830–1982. Clarendon.
《未竟的往昔：法国知识分子1944-1956》（1992）Past Imperfect: French Intellectuals, 1944-1956. University of California Press. 中信出版社（2015）李岚 译
《论欧洲》（1996）A Grand Illusion? An Essay on Europe. Douglas & McIntyre.中信出版社（2014）王晨 译
《责任的重负：布鲁姆、加缪、阿隆和法国的20世纪》（1998）The Burden of Responsibility: Blum, Camus, Aron, and the French Twentieth Century. University of Chicago Press.新星出版社（2007） 章乐天 译
《战后欧洲史》（2005）Postwar: A History of Europe Since 1945. Penguin Press.中信出版社（2014 全四卷） 林骧华 等 译
《站在我们这里或另一边：关于全球反美主义的研究》（2005）With Us or Against Us: Studies in Global Anti-Americanism. Palgrave. 托尼·朱特、丹尼斯·拉科恩（Denis Lacorne） 编
《重估价值：反思被遗忘的20世纪》（2008）Reappraisals: Reflections on the Forgotten Twentieth Century. Penguin Press. 商务印书馆（2013） 林骧华 等 译
《沉疴遍地》（2010）Ill Fares the Land. Penguin Press. 中信出版社（2015）杜先菊 译
《记忆小屋》（2010）The Memory Chalet. London: William Heinemann. 中信出版社（2018）何静芝 译
《思考20世纪》Thinking the Twentieth Century. London: Penguin Press. 托尼·朱特、蒂莫西·斯奈德（Timothy Snyder）著